# 道格拉斯·恩格尔巴特
道格拉斯·卡爾·恩格爾巴特（英語：Douglas Carl Engelbart，1925年1月30日—2013年7月2日），小名道格·恩格爾巴特（英語：Doug Engelbart），美国发明家，瑞典人和挪威人后裔。他是人机交互的先驱。他成立的小组发明了，开发了超文本系統、网络计算机及图形用户界面，並於在1968年的所有演示之母中介紹了這些發明。他致力于倡导运用计算机和网络，来协同解决世界上日益增长的紧急而又复杂的问题。。2013年7月2日因腎衰竭於加利福尼亚州阿瑟顿的家中逝世，享壽88歲。

## 早期生活与教育
1925年1月30日，恩格尔巴特生于美国俄勒冈州的波特兰。1942年，他自波特兰的富兰克林高中毕业。
二战期间，恩格尔巴特在菲律宾当一名海军无线电技术员，他从万尼瓦尔·布什的文章《诚如所思》中，获得了启发。战后的1948年，他从俄勒岡州立大學（那时是俄勒冈州学院）获得了电子工程的学士学位；1952年，在伯克利加州大学获得工程学士学位；1955年，获得伯克利加州大学电子工程与计算机科学（EECS）的哲学博士学位。在俄勒冈州期间，恩格尔巴特是Sigma Phi Epsilon兄弟会的成员。
在伯克利的时候，他作为学生参与了CALDIC的构建。恩格尔巴特花了一年多时间来筹建Digital Techniques公司，试图将博士生时存储设备的研究，进行商业化，尽管没有成功，后来他和翰威特·克拉內合作，在斯坦福国际研究院，致力于磁性逻辑设备的研究，后来这个机构总部搬到了门洛帕克，但仍是斯坦福大学的成员。1970年，道格拉斯·恩格尔巴特加盟帕羅奧多研究中心。

## 事业与成就
科学史学家蒂埃里·巴迪尼认为，恩格尔巴特复杂的个人哲学（乃个人研究的动力），及其对技术的应用，正是共同演化概念的现代实例。巴迪尼认为愛德華·薩丕爾和班傑明·李·沃爾夫的語言相對論对恩格尔巴特产生了极大的影响。霍夫推论认为人的语言决定人的思维，恩格尔巴特由此推演认为当前科技决定人类处理信息的能力，而人类处理信息的能力决定人类开发改进新技术的能力。因此他致力于开发基于计算机的技术，以对信息直接进行处理，同时提高个人以及组织的处理能力。恩格尔巴特的哲学以及研究计划，在他1962年的一份研究报告中有清楚而直接的阐述，他将这篇名为《增強人類智力：概念框架》（Augmenting Human Intellect: A Conceptual Framework）的报告，称为自己的“圣经”。
网络智能的概念，归功于恩格尔巴特的开创性工作。